# Non rubare... se non è strettamente necessario
Non rubare... se non è strettamente necessario (Fun with Dick and Jane) è un film del 1977, diretto da Ted Kotcheff e interpretato da Jane Fonda e George Segal.
I nomi dei personaggi provengono dalla serie di libri educativi per bambini di Dick e Jane e il titolo Fun with Dick and Jane è tratto da uno dei libri della serie. Un remake è stato prodotto nel 2005, interpretato da Jim Carrey e Téa Leoni.

## Trama
Dick conduce una vita agiata con la moglie Jane e il figlioletto. La ditta aerospaziale per cui lavora lo licenzia proprio nel momento in cui ha iniziato grosse spese per la famiglia. D'accordo con la moglie, pur di continuare a mantenere un alto tenore di vita, inizia con piccoli furti e sotterfugi.
Il presidente della società che l'aveva licenziato viene processato e poi assolto dall'accusa di corruzione, la coppia quindi decide di passare al grande colpo, durante un party si introducono nella sua casa e gli svaligiano la cassaforte di questi soldi sporchi, approfittando del fatto che non potranno mai essere perseguiti.